# Raión de Diátkovo
El raión de Diátkovo (ruso: Дя́тьковский райо́н) es un distrito administrativo y municipal (raión) ruso perteneciente a la óblast de Briansk. Se ubica en el norte de la óblast. Su capital es Diátkovo.
En 2021, el raión tenía una población de 55 032 habitantes.
El raión se estructura en torno a una serie de áreas urbanas ubicadas al norte de la capital regional Briansk, y se extiende hacia el norte por áreas rurales. Limita al este con la óblast de Kaluga. Entre las áreas urbanas de Diátkovo y Briansk se ubica la ciudad de Fókino, vinculada administrativamente al raión de Diátkovo, pero con autogobierno local separado bajo la forma jurídica de ókrug urbano.

## Subdivisiones
Comprende la ciudad de Diátkovo (la capital), los asentamientos de tipo urbano de Býtosh, Ivot, Liubojná y Star y los asentamientos rurales de Berezinó, Bolshaya Zhuková (con sede en Druzhba), Verjí, Nemerichi y Slobodishche. Estas diez entidades locales suman un total de 45 localidades.